# Rampa (DJ)

Rampa

Rampa (* 25. Juli 1982 in Freiburg im Breisgau, Deutschland) mit bürgerlichem Namen Gregor Sütterlin, ist ein deutscher Musikproduzent und DJ der elektronischen Tanzmusik aus Berlin und einer der vier Betreiber des Berliner Plattenlabels Keinemusik.

## Biografie
Der DJ und Musikproduzent Rampa gehört mit DJ &ME, Adam Port und Reznik zu den vier Gründungsmitgliedern des Berliner Plattenlabels Keinemusik (gegründet 2009).
Zu seinen Releases bei Keinemusik kommen weitere bei Labels wie Innervisions, Diynamic, Afterlife, Cocoon, Strictly Rhythm, Kompakt und Defected. Außerdem hat Rampa Remixe produziert, beispielsweise für Moderat, Ry X, Adriatique, Âme, Honey Dijon, J Balvin, Naomi Sharon, Diplo und Uncle Waffles.
Nationale wie internationale Solo-Auftritte und Auftritte zusammen mit der Keinemusik-Crue bei Veranstaltungen wie ADE Amsterdam, Offsonar Barcelona, Coachella, Circoloco, Lost Village und Time Warp, Tulum, dem Fusion Festival oder Burning Man haben zur Bekanntheit des Künstlers beigetragen. Im Jahr 2016 hat Rampa mit TEILE Elektronik außerdem eine Firma für Effektgeräte, DJ-Zubehör und Lautsprecher gegründet.
2020 wurde Rampa mit seinen Labelkollegen &ME und Adam Port durch das „Cayo-Perico-Heist“-Update in das Spiel Grand Theft Auto V bzw. Grand Theft Auto Online des US-amerikanischen Computerspiel-Herstellers Rockstar Games aufgenommen, in dem sie sowohl als Charaktere Teil der Handlung sind, als auch den Game Soundtrack produziert haben, zudem auch den Titelsong des Spiels gemeinsam mit dem nigerianischen Sänger Burna Boy. Im Jahr 2022 hat Rampa zusammen mit &ME und Black Coffee die Songs Falling Back und A Keeper für das siebte Studioalbum Honestly, Nevermind des kanadischen Rappers Drake produziert.

## Diskografie

### Alben
- 2017: You Are Safe (mit Adam Port, Rampa)
- 2022: Send Return (mit Adam Port, Rampa)

### Singles & EPs (Auswahl)
- 2008: Grill Royal EP - Terranova Records
- 2008: The AM90 Sound - TNT
- 2008: 1990 (feat. F.R.)- TNT
- 2009: Wife & Man - Keinemusik
- 2010: Inside (mit Nomi) - Rebirth
- 2012: So Many - Keinemusik
- 2012:  Everything (Feat. Meggy) - Defected
- 2013:  Where Did I Go Wrong (Feat S.Y.F.*) - Defected
- 2014: Keep House - Keinemusik
- 2015: Good Times Roll - Keinemusik
- 2015: Newborn Soul - Keinemusik
- 2015: Potty - Saved Records
- 2016: Trust - Keinemusik
- 2017: The Touch - Keinemusik
- 2017: Hall Of Violence EP - Innervisions
- 2017: Doppelgänger (mit Adam Port und &ME) - Keinemusik
- 2018: Sunday EP - Keinemusik
- 2018: You Are Safe Remixes (mit Adam Port und &ME) - Keinemusik
- 2019: Hand in Hand EP (mit Adam Port und &ME) - Keinemusik
- 2019: Circoloco 20th Anniversary (mit &ME)
- 2019: They Will EP - Innervisions
- 2019: Terrace / Garden (Rampa Vs &ME) - Keinemusik
- 2020: Version - Keinemusik
- 2021: Discoteca EP (mit &ME und Adam Port Feat. Sofie) - Keinemusik
- 2021: 20 Years Cocoon Recordings (mit Emanuel Satie / Solomun) - Cocoon Recordings
- 2021: Before The Flood (mit &ME und Adam Port Feat. Cubicolor) - Keinemusik
- 2021: Confusion (mit &ME und Adam Port) - Keinemusik
- 2021: Saving My Love (mit &ME und Adam Port) - Keinemusik
- 2022: Les Gout (Feat. Chuala) - Keinemusik
- 2023:  Champion (mit Sparrow & Barbossa) - VOD (2)
- 2024: Thandaza (mit Rampa &ME und Adam Port) - Keinemusik, Alan Dixon (Feat Arabic Piano)
- 2024: Tanzania - Rampa Remix (mit Sino Msolo, Uncle Waffles, Tony Duardo) - Keinemusik